# Camp de Mart
Camp de Mart är en park i Spanien.   Den ligger i provinsen Província de Tarragona och regionen Katalonien, i den östra delen av landet, 400 km öster om huvudstaden Madrid. Camp de Mart ligger 63 meter över havet.
Terrängen runt Camp de Mart är platt. Havet är nära Camp de Mart åt sydost.  Närmaste större samhälle är Tarragonès, 0,53 km sydväst om Camp de Mart. 